# Bahnhof Nagold
Der Bahnhof Nagold ist der Bahnhof der Stadt Nagold in Baden-Württemberg. Er liegt an der Nagoldtalbahn, verfügt über zwei Bahnsteiggleise und wird von der DB ZugBus Regionalverkehr Alb-Bodensee (RAB) bedient. Jährlich nutzen ungefähr 500.000 Fahrgäste den Durchgangsbahnhof. Von 1891 bis 1967 war der Bahnhof außerdem Ausgangspunkt der Schmalspurbahn Nagold–Altensteig und somit ein Anschlussbahnhof.

## Geschichte
Der Bahnhof wurde am 20. Juni 1872 im Zuge der Inbetriebnahme der Nagoldtalbahn zwischen Calw und Nagold eröffnet, am 1. Juni 1874 wurde die Fortsetzung Richtung Süden in Betrieb genommen, ab dem 29. Dezember 1891 bestand zusätzlich die Schmalspurbahn Nagold–Altensteig. Auf Letzterer endete der Personenverkehr im August 1962, der Güterverkehr im Mai 1967. Die Strecke wurde noch im Sommer desselben Jahres abgebaut.
Der Bahnhof wurde 2008 erneuert, wobei ein Inselbahnsteig mit höhengleichem Zugang für beide Gleise angelegt wurde.
Das Reisezentrum der Deutschen Bahn und die Wartehalle im Bahnhofsgebäude wurden zum 29. März 2017 geschlossen.

## Anlagen
Das dreistöckige Empfangsgebäude besteht aus rotem Sandstein. Die oberen Geschosse sind mit Schindeln verkleidet. Das Gebäude wurde von der Bahn verkauft, von einem Investor saniert und beherbergt heute Büroräume und Gastronomie.
Im nördlichen Bahnhofsteil ist noch ein großer Güterschuppen vorhanden.
Im Nagolder Bahnhof sind noch zwei Gütergleise vorhanden, von denen aus einmal monatlich – meistens nachts – Güterzüge abfahren. Nördlich des Bahnhofs existieren außerdem noch zwei stillgelegte Anschlussgleise zu einem ehemaligen Sägewerk.
Die Schmalspurbahn hatte einen Bahnsteig auf der Straßenseite des Empfangsgebäudes. Im nördlich gelegenen Güterbahnhof waren Umsetz- und Abstellgleise und eine Rollbockgrube zur Verladung von Normalspurwagen auf Rollböcke. Zur Wasserversorgung gab es einen hölzernen Wasserturm.
Das Empfangsgebäude ist ein Kulturdenkmal aufgrund des baden-württembergischen Denkmalschutzgesetzes und wurde von der Denkmalstiftung Baden-Württemberg zum „Denkmal des Monats Juli 2020“ ernannt.

## Verkehr
Nagold wird von der Regionalbahn-Linie RB74 bedient, die auch als Kulturbahn bezeichnet wird. Sie verkehrt zweistündlich auf der Strecke Tübingen–Horb–Nagold–Pforzheim. Dazwischen verkehren, ebenfalls zweistündlich, Verstärker auf der Relation Pforzheim–Horb beziehungsweise Pforzheim–Hochdorf (b Horb), so dass sich zwischen Pforzheim und Horb ein Stundentakt ergibt. Außerdem gibt es montags bis freitags zusätzliche Züge im Berufs- und Schülerverkehr, welche von Pforzheim kommend meist in Nagold oder Nagold Stadtmitte enden. Sie verkehren tagsüber meist ebenfalls stündlich, so dass sich ein 30-Minuten-Takt ergibt, mit einer Lücke am Vormittag.